# Serixia subelongata
Serixia subelongata là một loài bọ cánh cứng trong họ Cerambycidae.